# Macrobiotus wauensis
Macrobiotus wauensis är en djurart som tillhör fylumet trögkrypare, och som beskrevs av Iharos 1973. Macrobiotus wauensis ingår i släktet Macrobiotus och familjen Macrobiotidae. Inga underarter finns listade i Catalogue of Life.